# ОКМ
Верховне головнокомандування військово-морських сил ОКМ (нім. Oberkommando der Marine, нім. OKM) — Верховне командування Крігсмаріне Третього Рейху з 1937 по 1945. Формально ОКМ підпорядковувалося Верховному командуванню Вермахту (ОКВ) (нім. Oberkommando der Wehrmacht (OKW)).

## Керівники ОКМ

### Головнокомандувачі Крігсмаріне
- грос-адмірал Еріх Редер (1 червня 1935 — 30 січня 1943[1]);
- грос-адмірал Карл Деніц (30 січня 1943 — 1 травня 1945);
- генерал-адмірал Ганс-Георг фон Фрідебург (1 — 23 травня 1945);
- генерал-адмірал Вальтер Варцеха (23 травня — 22 липня 1945).

Прапор Головнокомандувача військово-морських сил Третього Рейху (1933 - 1939)
Прапор адмірала-інспектора військово-морських сил Третього Рейху (1943 - 1945)